# Jeleń (Jaworzno)
Jeleń – część oraz dzielnica Jaworzna, w małopolskiej części województwa śląskiego, w południowej Polsce. Położona jest w południowej części miasta nad rzeką Przemszą w rejonie tradycyjnie zaliczanym do Małopolski. Dzielnica ma głównie charakter mieszkaniowy z elementami zabudowy jednorodzinnej i rolniczej. Historycznie była samodzielną miejscowością, wzmiankowaną już w XIII w. Została włączona w granice Jaworzna w XX w. 
Graniczy od północnego zachodu z dzielnicą Wesołe Miasteczko; od północy ze Śródmieściem, Borami i Byczyną; od południa z miastami Libiąż, Chełmek i Chrzanów; od zachodu z miastami Imielin i Mysłowice. Dzielnica znajduje się na pograniczu historyczno-etnograficznym Małopolski i Górnego Śląska. 
Dawniej miejscowość był wsią biskupstwa krakowskiego w powiecie proszowickim w województwie krakowskim w końcu XVI wieku. W latach 1973–1977 posiadała status miasta.
Przez dzielnicę przebiega autostrada A4.

## Historia
Pierwsze wzmianki o miejscowości pochodzą z 1242 r., kiedy to Jeleń stał się własnością biskupów krakowskich i częścią klucza sławkowskiego, a w okresie późniejszym klucza lipowieckiego. W 1303 roku otrzymał od biskupa Jana Muskaty przywilej lokacyjny. Na terenie miejscowości istniała karczma, warzelnia piwa, łaźnia i rozległe ogrody. W XV w. Jeleń miał prawo do 12 jarmarków rocznie oraz posiadał komorę celną, z której pobierano cło wodne.
Jeleń był częścią dawnego powiatu chrzanowskiego (gmina Jaworzno). W 1954 r. stał się siedzibą gromady Jeleń. W 1958 roku miejscowość otrzymał status osiedla; włączono wtedy też do niego pobliską wieś Dąb. Powiększono je w 1960 r., włączając teren Szybu Sobieski (przysiółek Borów), który w tym czasie należał do terytorium Jaworzna. Prawa miejskie Jeleń uzyskał w 1973 roku.
W 1977 Jeleń zlikwidowano jako osobne miasto i włączono do Jaworzna jako jego południową dzielnicę.
Na terenie Jelenia nosi się strój krakowski, jednak w odmianie najbardziej od podkrakowskiego wzorca oddalonej. Kobiecy strój ludowy rozwijał się aż do II wojny światowej. Strój posiadał tradycyjne, roślinne motywy hafciarskie. Zdobiono nimi gorsety szyte z różnobarwnych aksamitów oraz płócienne zapaski.

## Obiekty historyczne
- kościół Świętego Krzyża z XVII w.
- studnia na Rynku Jelenia z XVII w.

## Inne obiekty i miejsca
- Cmentarz parafialny
- Oczyszczalnia ścieków Jaworzno - Dąb Wodociągów Jaworzno sp. z o.o.
- Kilka wzgórz Pagórów Jaworznickich: Rudna Góra – 307 m n.p.m., Koniówki – 305 m n.p.m., Celinowe Górki – 297 m n.p.m., Staberek – 285 m n.p.m.

## Ludzie związani z Jeleniem
- ks. Franciszek Dźwigoński – urodzony w Jeleniu[12]
- wiceadm. Andrzej Karweta – urodzony w Jeleniu
- prof. dr hab. n. wet. Zenon Sołtysiak - urodzony w Jeleniu

## Galeria

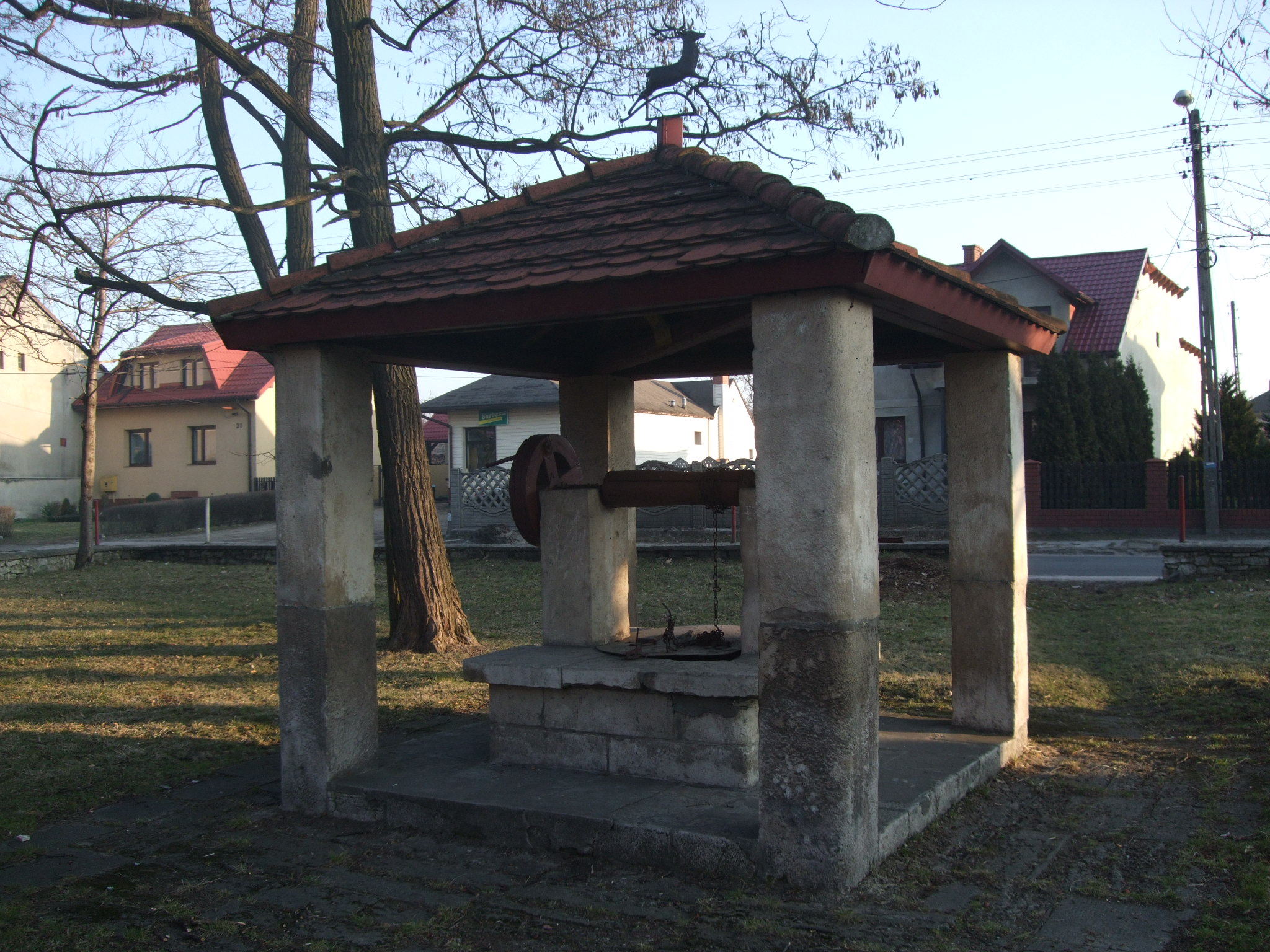
Zabytkowa studnia
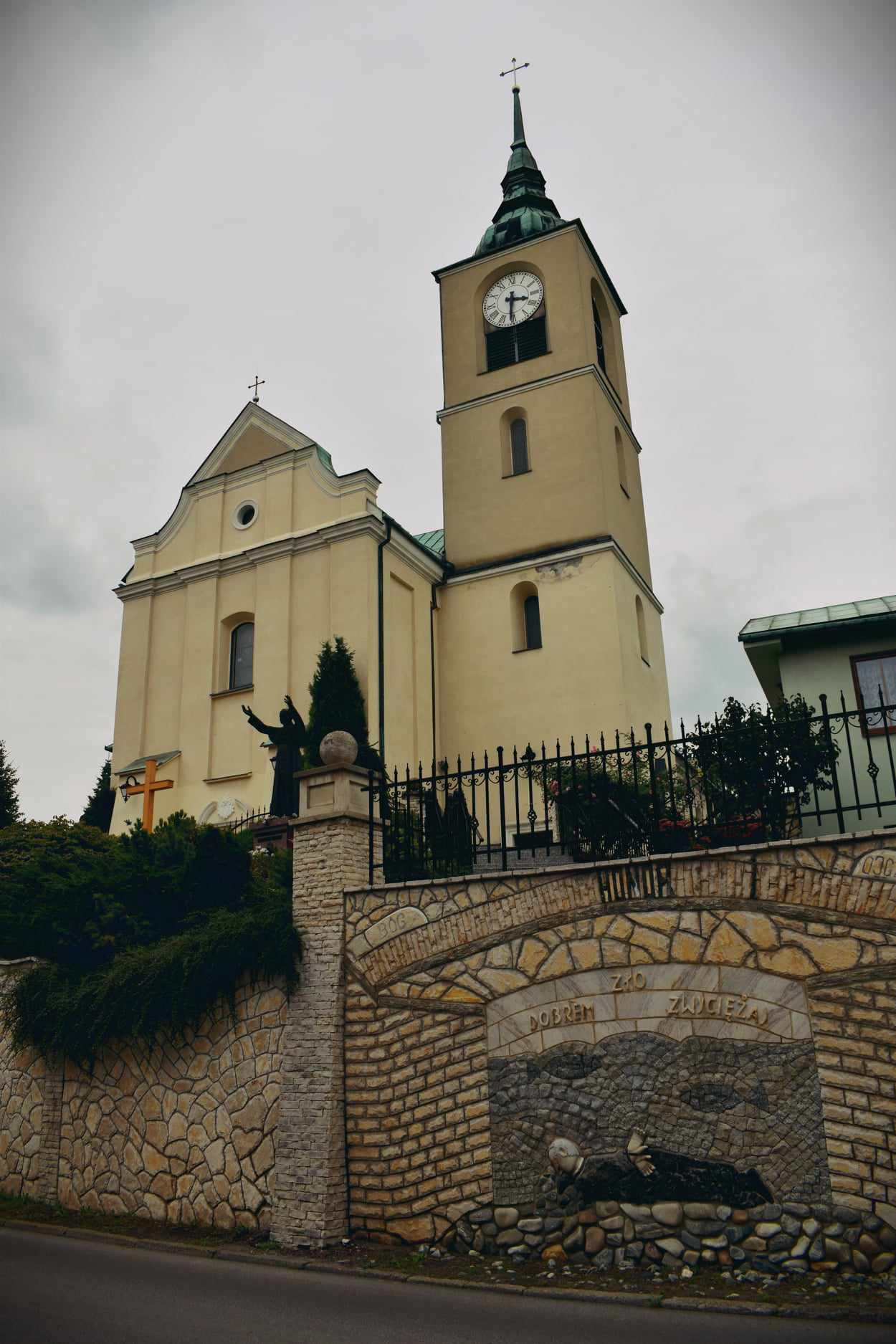
Kościół parafialny
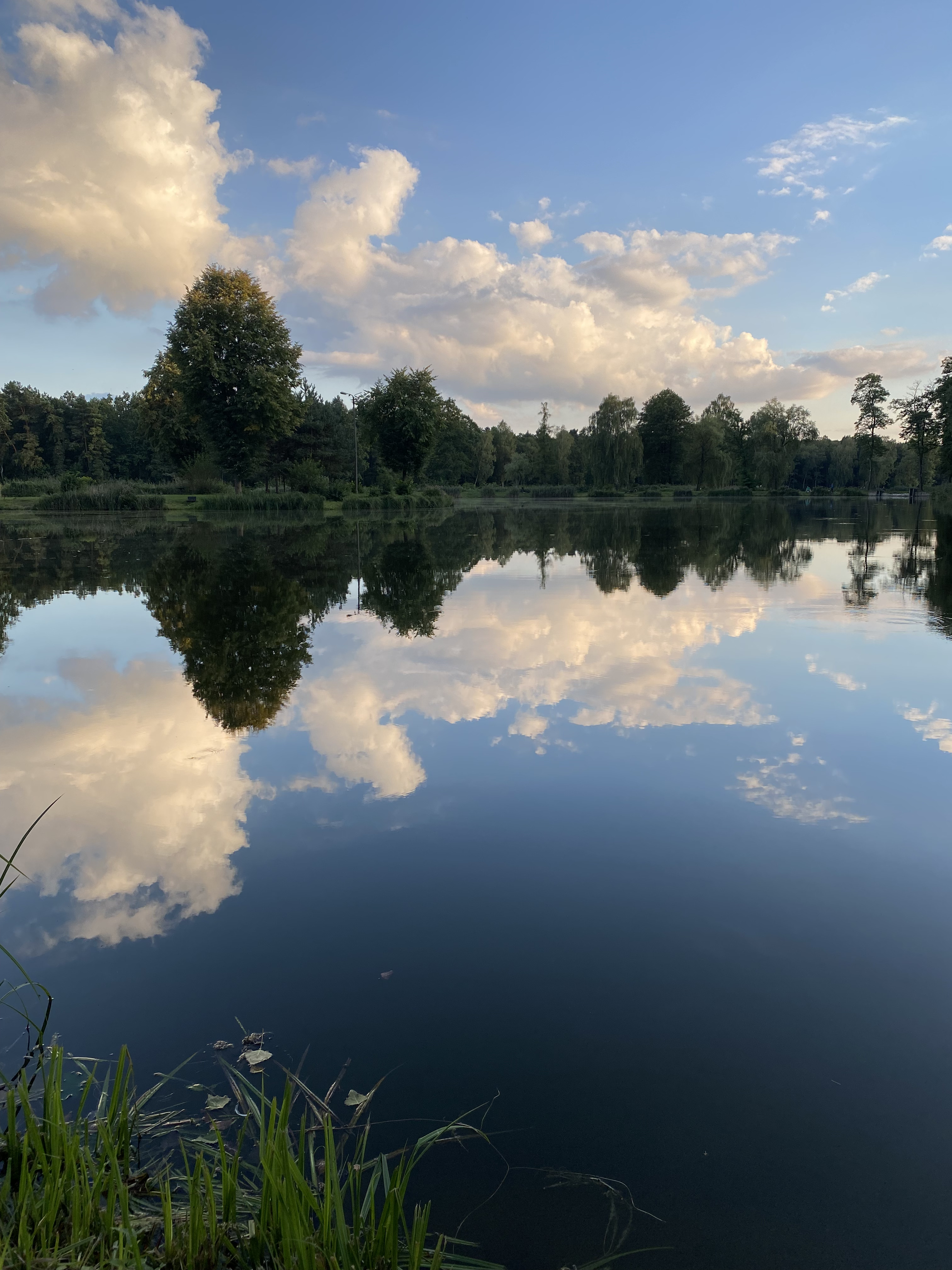
Staw Bielnik